# Windelschnecken
Die Windelschnecken (Vertiginidae) sind eine Familie aus der Unterordnung der Landlungenschnecken (Stylommatophora). Es handelt sich meist um kleine Formen („Mikromollusken“). Die ältesten Vertreter kennt man aus der Unterkreide.

## Merkmale

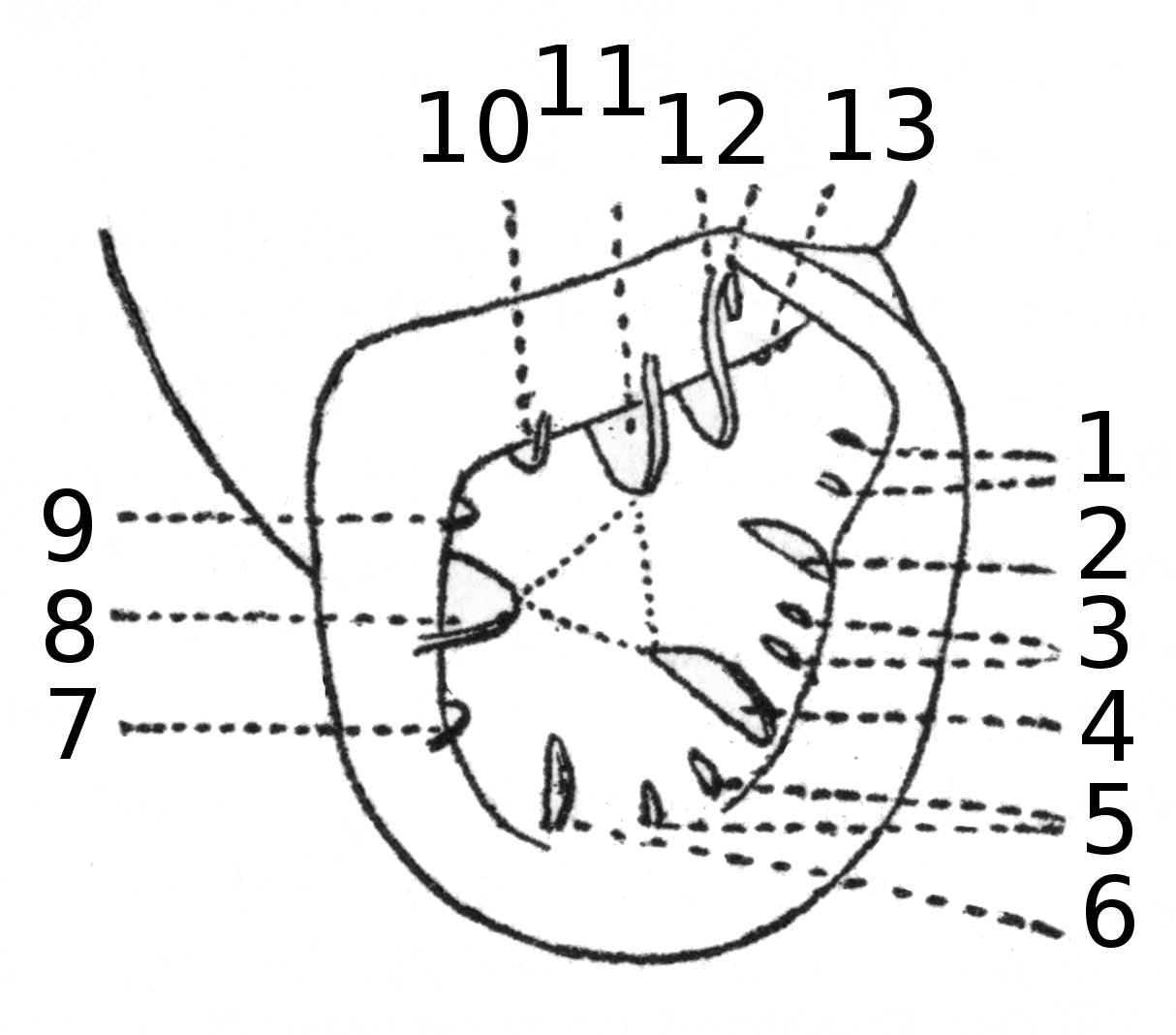
Zähne der Mündung 1-6 Falten oder Plicae: 1 = basal 2 = infrapalatal, 3 = untere palatale Falte 4 = interpalatal 5 = obere palatale Falte 6 = suprapalatal 7-9 Lamellen: 7= infracolumellar, 8 = columellar, 9 = supracolumellar 10-13 Lamellen: 10 = infraparietal, 11 = parietal, 12 = angular Zwilling, 13 = parallel (nach Manual of Conchology, Pulmonata, vol.25, S.VII)

Die Gehäuse sind meist sehr klein (wenige Millimeter) und eiförmig bis zylindrisch. Sie sind glatt bis stark berippt. Die Mündung ist fast immer durch Vorsprünge („Zähne“, Lamellen oder Calli) etwas eingeengt, die häufig typisch für Gattungen oder Arten sind. Die Mündungsränder sind einfach oder umgebogen, z. T. auch etwas verdickt. Die Tiere besitzen nur ein Paar Tentakeln (Ausnahme Gastrocoptinae), auf denen die Augen sitzen; die vorderen Tentakel sind weitgehend reduziert. Der Nabel ist für gewöhnlich sehr eng und offen. Im zwittrigen Genitalapparat sind Penis und Epiphallus oft sehr deutlich voneinander abgesetzt. Die Innenwand des Penis weist längliche, glatte Falten auf. Die Prostata besteht aus ein paar wenigen Azini und sitzt an der Basis der Albumindrüse. Der Penisappendix ist nur bei den Nesopupinae vorhanden. Der Penisretraktor ist unverzweigt. Der Stiel der Spermathek weist keine Divertikel auf.

## Vorkommen und Lebensweise
Die Verbreitung der Familie ist kosmopolitisch. Sie kommen in trockenen und feuchten Habitaten vor.

## Systematik
Die Familie der Windelschnecken (Vertiginidae) sind eine von 13 Familien der Überfamilie Pupilloidea. Die Familie wird in drei Unterfamilien Vertigininae Fitzinger, 1833 (mit den Tribus Vertiginini und Truncatellinini), Gastrocoptinae Pilsbry, 1918 und Nesopupinae Steenberg, 1925 unterteilt. Von manchen Autoren werden die Gastrocoptinae und die Truncatellinini auch als eigenständige Familien angesehen.
- Windelschnecken (Vertiginidae Fitzinger, 1833)
  - Unterfamilie Vertigininae  Fitzinger, 1833
    - Gattung Columella Westerlund, 1878
    - Gattung Negulus O. Boettger, 1889
    - ?Gattung †Pseudelix O. Boettger, 1889
    - Gattung Staurodon Lowe, 1852
    - Gattung Sterkia Pilsbry, 1898 (mit zwei Untergattungen)
    - Gattung Truncatellina Lowe, 1852
    - Gattung Vertigo O. F. Müller, 1774 (mit bis zu acht Untergattungen)
    - Gattung Vertilla Moquin-Tandon, 1855

  - Unterfamilie Gastrocoptinae Pilsbry, 1918
    - Gattung Acinolaemus Thompson & Upatham, 1997
    - Gattung Anauchen Pilsbry, 1917
    - Gattung Aulacospira Moellendorff, 1890
    - Gattung Bensonella Pilsbry & Vanatta, 1900
    - Gattung Boysia Pfeiffer, 1849
    - Gattung Boysidia Ancey, 1881 (mit drei Untergattungen)
    - Gattung Campolaemus Pilsbry, 1892
    - Gattung Cavipupa Pilsbry, 1934
    - Gattung Chaenaxis Pilsbry & Ferriss, 1906
    - Gattung Gastrocopta Wollaston, 1878 (mit 8 Untergattungen)
    - Gattung Gibbulina Beck, 1837
    - Gattung Gyliotrachela Tomlin, 1930
    - Gattung Hypselostoma Benson, 1856
    - Gattung Paraboysidia Pilsbry, 1917
    - Gattung Pseudostreptaxis Moellendorf, 1890
    - Gattung Ptychopatula Boettger, 1889
    - Gattung Pumilicopta Solem, 1988
    - Gattung Ulpia Hylton Scott, 1955

  - Unterfamilie Nesopupinae Steenberg, 1925
    - Gattung Afripupa Pilsbry & Cooke, 1920
    - Gattung Bothriopupa Pilsbry, 1898
    - Gattung Costigo O. Boettger, 1891
    - Gattung Cylindrovertilla O. Boettger, 1880 (mit zwei Untergattungen)
    - Gattung †Glandicula Sandberger, 1874
    - Gattung Helenopupa Pilsbry, 1920
    - Gattung Lyropupa Pilsbry, 1900 (mit 3 Untergattungen)
    - Gattung Nesopupa Pilsbry, 1900 (mit sechs Untergattungen)
    - Gattung Nesopuparia Pilsbry, 1926
    - Gattung Nesoropupa Gargominy, 2008
    - Gattung Nesopupilla Pilsbry & Cooke, 1920
    - Gattung Pronesopupa Iredale, 1913 (mit drei Untergattungen)
    - Gattung Ptychalaea Boettger, 1889
    - Gattung Pupisoma Stoliczka, 1873
    - Gattung Somniopupa Iredale, 1937

  - Unterfamilie indet.
    - Gattung †Tetoripupa Isaji, 2010[3]

## Belege